# Uri (Italija)
Uri (sardinski: Uri) je grad i općina (comune) u pokrajini Sassariju u regiji Sardiniji, Italija. Nalazi se na nadmorskoj visini od 150 metara i ima 3 009 stanovnika.
 Prostire se na 56,81 km². Gustoća naseljenosti je 53 st/km².
Susjedne općine su: Alghero, Ittiri, Olmedo, Putifigari, Sassari, Tissi i Usini.